# 1027作戦
1027作戦（1027さくせん、ビルマ語: ၁၀၂၇ စစ်ဆင်ရေး、英語: Operation 1027）は、ミャンマー内戦中の2023年10月27日、三兄弟同盟（アラカン軍・ミャンマー民族民主同盟軍・タアン民族解放軍）により実行された軍事攻勢である。民族武装組織が事実上国民統一政府に協力し、大規模な攻勢を図った同作戦はミャンマーの戦局を一変させるものであり、2021年ミャンマークーデターにより政権を握った軍事政権は「クーデター後最大の後退」を強いられることとなった。

## 背景

### ミャンマー内戦の戦局

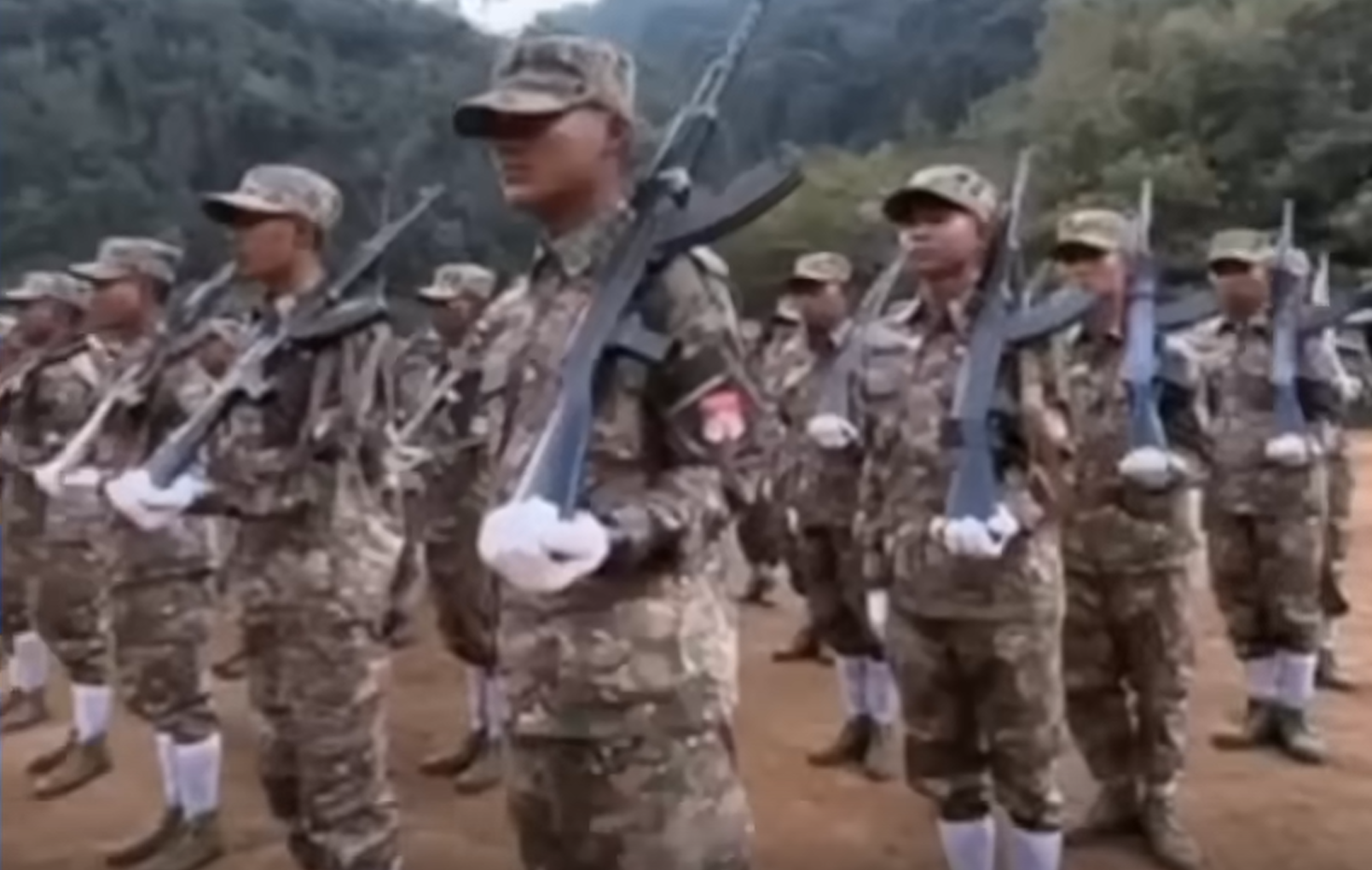
マンダレーPDFの隊員（2023年）。PDFの勃興により、ミャンマーの戦況は大きく変化した。

2021年ミャンマークーデターを通じ、ミンアウンフライン率いる国家行政評議会（SAC）が、アウンサンスーチー政権を転覆させると、与党であった国民民主連盟（NLD）勢力は国民統一政府（NUG）と、その軍事部門である国民防衛隊（PDF）を樹立し、軍事政権に対抗した。これにより、独立以来続いていたミャンマー内戦の戦況は、さらに激化することになった。
とはいえ、民族武装勢力（EAOs）の多く、ここではラカイン州を本拠地とするアラカン軍（AA）、シャン州を本拠地とするミャンマー民族民主同盟軍（MNDAA）・タアン民族解放軍（TNLA）からなる三兄弟同盟は、クーデターに際しても、反軍部という立場こそ一致すれどもNUGに与することもなかった。2021年以降の戦局において、主な戦場となったのはザガイン管区などであり、それまで中心的な戦場のひとつであったシャン州における戦闘の強度は比較的低いものとなった。当時、本拠地を失ったMNDAAは大きく弱体化しており、TNLAも軍部との直接衝突は避けていた。また、AAはラカイン州およびチン州で軍部と激しく戦闘していたものの、2022年11月以降は軍部との一時的な停戦協定を結んでいた。
しかし、PDFの台頭によりミャンマー軍が逼迫するにつれて、EAOs が軍事政権に対する本格的な攻勢を整える環境も整えられつつあった。『The Diplomat』紙は、三兄弟同盟とともに北部同盟を構築するカチン独立軍（KIA）の本拠地であるライザ近郊で、軍部が空爆をおこなったことも、1027作戦の契機のひとつとなったのではないかと論じている。

### コーカンを巡る状況

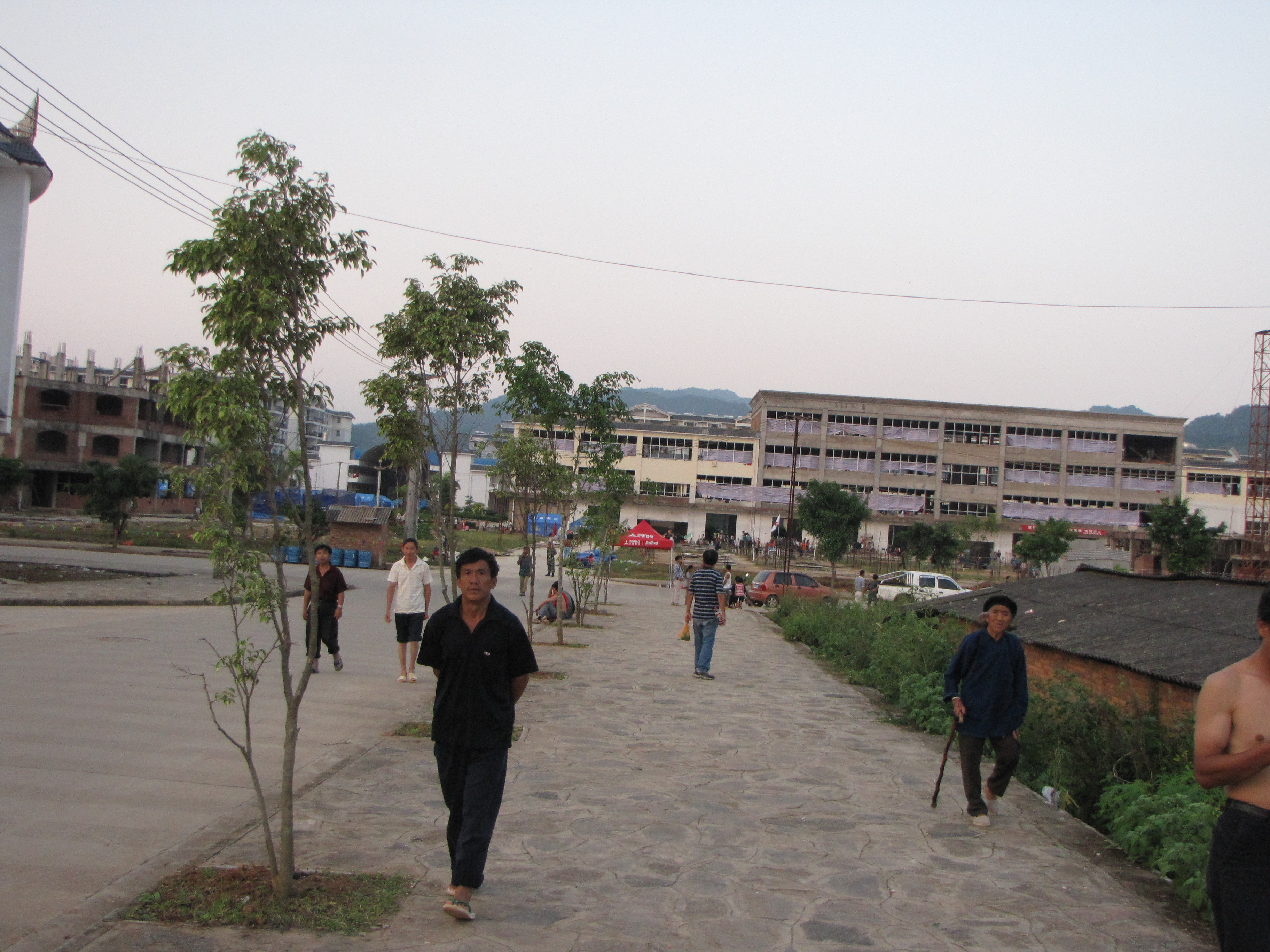
国境を越えてコーカンから雲南省臨滄市鎮康県に逃れる人びと（2009年）

1027作戦の主要な目標のひとつは、MNDAAの旧領・コーカンの再占領であった。2009年、MNDAAの指導者であった彭家声はミャンマー軍と結んだ白所成に逐われ（2009年コーカン軍事衝突）、同地域は白所成率いるコーカン国境警備隊の支配下に置かれた。敗走した彭家声はMNDAAを再建し、2015年にコーカン侵攻を図るものの（2015年コーカン軍事衝突）、失敗した。彼は2022年にモンラーで客死し、息子の彭徳仁が指揮官を継いだ。
コーカン掌握以後、白所成は軍の後ろ盾のもと、自領で様々なビジネスをおこなった。同地域はオンライン詐欺の大規模な拠点（詐欺団地）となり、人身売買の被害者が多く同地で強制労働させられていた。中華人民共和国政府は、コーカンでおこなわれる犯罪行為を取り締まるべく、ミャンマー政府および白所成に圧力をかけたが、これは功を奏さず、2023年10月20日には、中国の覆面警官を含む中国人60人がコーカンで殺害される事件がおこった（1020事件）。
白所成のコーカン指導者としての地位を問題視していた中国が、国境地域での軍事行動を黙認したことも、同作戦の背景にあったと考えられている。中国は、『BBC』が論じるように、「通常はミャンマーとの国境沿いで活動するすべての勢力に対して抑制的な影響力を見せて」いたが、1027作戦を妨げることはなかった。実際に、中国は1027作戦の直後である11月12日、1020事件の首謀者であると目される明学昌一族に対して逮捕状を発行しており、『The Diplomat』紙は、これは中国政府による同作戦の暗黙の容認を示すと論じている。

## 経緯

### 第1次1027作戦

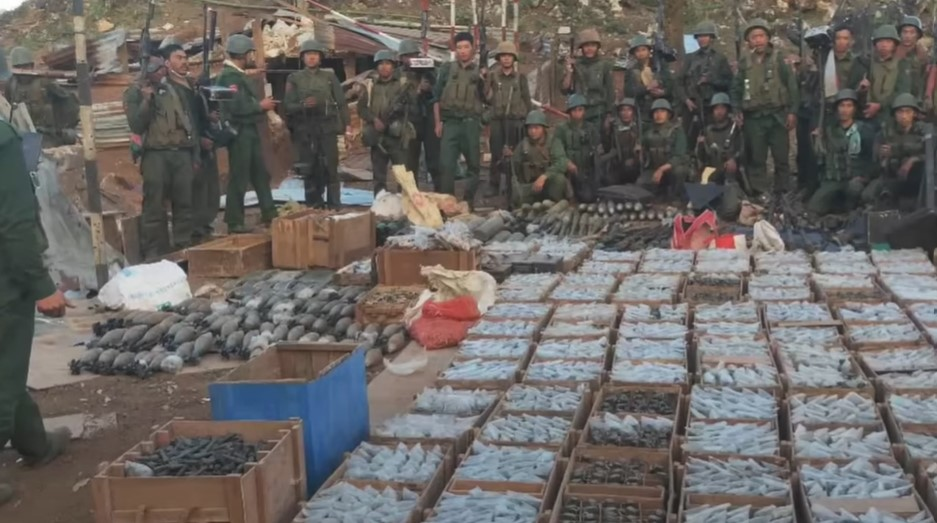
投降するミャンマー軍兵士（2023年11月・コーリン）

2023年10月27日、三兄弟同盟は共同声明を発表し、「1027作戦」の主な目的を以下のように説明した。
- 民間人の生命保護
- 自衛権の主張
- 領土支配の維持
- SACによる継続的な砲撃・空爆への毅然とした対応
- 軍部による圧政の根絶
- ミャンマー、特に中緬国境付近に蔓延するオンライン・ギャンブル詐欺への対抗

当時、同盟はのべ15,000人の戦闘員を動員する能力を有していた。同作戦には三兄弟同盟のほかPDF・人民解放軍（PLA）・バマー人民解放軍（BPLA）といった諸勢力も参加し、軍部の複数拠点を一斉攻撃した。1027作戦は緒戦から著しい成果をあげた。三兄弟同盟は作戦開始から5日間で軍事政権の基地約90ヶ所を占領し、ムセ郡区の都市であるパンサイ（Phaung Sai）およびチンシュエホーの占領が宣言された。これにより、ミャンマーの輸出額の80%を占めていた、中緬国境の貿易ルートが遮断された。11月5日までに、三兄弟同盟とその連帯勢力は、国軍の軍事基地150ヶ所を占領し、戦車6両を含む多くの兵器を鹵獲した。
11月6日には、KIA・AA・PDFの連合軍がザガイン管区のコーリンを占領した。県（District）レベルの中心都市が、抵抗勢力の支配下に入るのははじめてのことだった。11月15日のコーカン自治区・コンジャン占領などを経て、12月1日には、MNDAAがコーカンの首都であるラウカイへの進軍をはじめ、2024年1月5日までに陥落させた（ラウカイの戦い）。TNLAもまた、12月7日にチャウメー郡区のモンロン（Monglon）、ナムサン郡区の中心都市であり、パラウン自治区の首府であるナムサンを占領した。さらに、12月31日にはチャウメー郡区のモンゴー（Mongngaw）を制圧した。
2024年1月11日、軍事政権と三兄弟同盟は中国政府の仲介のもと昆明で会談をおこない、シャン州北部における停戦協定に合意した（海埂協定）。同協定はシャン州のみに限定されるものであったが、同地域においてすら依然として断続的な戦闘が続いた。また、軍は2月10日、コーリンを奪還した。

### 第2次1027作戦

ラーショーの戦いの戦局図

軍部からの度重なる攻撃を受け、TNLAは6月25日に停戦の終了を宣言した。これをもって海埂協定は破棄され、1027作戦の第2波がはじまった。6月26日にはTNLAによってナウンチョーが陥落したほか、チャウメーも大部分が占領された。
TNLAとマンダレーPDFは7月25日にマンダレー管区のモーゴッを制圧した。さらに、MNDAAは8月3日にシャン州のラーショーを制圧した（ラーショーの戦い）。これにより、同地に拠点を置く、ミャンマー軍北東軍管区司令部が占拠された。8月12日には、マンダレーPDFによってタガウンが占領された。